# Martin Sensmeier
Martin Sensmeier (Anchorage, 27 de junio de 1985) es un actor y modelo estadounidense. 

## Biografía
De ascendencia nativa de Alaska y europeo-americana, es conocido por interpretar varios papeles de nativos americanos. Protagonizó la nueva versión del 2016 de Los siete magníficos y tuvo un papel recurrente como "Wanahton" en la serie de televisión de HBO Westworld (2018). Más recientemente, ha interpretado a un fisioterapeuta en la serie de televisión Yellowstone y a un guerrero comanche llamado Sam en la precuela 1883, ambas dirigidas por Taylor Sheridan.

## Primeros años de vida
Sensmeier nació en 1985 en Anchorage, Alaska,pero se crio en Yakutat. Es hijo de Raymond y Eva Sensmeier. Su padre es de ascendencia alemana y tlingit, mientras que su madre es Koyukón Atabascana de Ruby, Alaska, en el río Yukon. Sensmeier se identifica con las culturas de sus abuelas nativas de Alaska, que sus padres enfatizaron. El abuelo paterno de Martin, Gilbert Michael Sensmeier, nació en Indiana y es de ascendencia alemana. Es ciudadano del Consejo Central de las Tribus Indias Tlingit y Haida de Alaska (Tlingit y Haida).

## Carrera
Sensmeier empezó su carrera laboral como soldador y luego trabajó en una plataforma petrolera para Doyon Drilling. Renunció para seguir una carrera como actor en Los Ángeles. Allí y en Nueva York, Sensmeier trabajó como modelo profesional; gradualmente encontró trabajo como actor en Los Ángeles.
Su primer largometraje fue el thriller de ciencia ficción Más allá del cielo. Apareció en un papel protagónico, como uno de los "siete", en el largometraje de 2016 Los siete magníficos, una nueva versión de una versión anterior.
En 2017, Sensmeier fue elegido para el papel principal en la película biográfica The Chickasaw Rancher, interpretando a Montford Johnson (Chickasaw), un hombre que construyó un imperio ganadero cerca de Chisholm Trail. Ese año también tuvo un papel como Chip Hanson en la película Wind River, y retomará el papel en la próxima secuela Wind River: The Next Chapter.
Sensmeier se unió al elenco de la segunda temporada (2018) de la serie de televisión de HBO Westworld, en el papel recurrente de Wanahton.
En 2020 asumió el papel del Jefe Eddy en la versión original en inglés del videojuego Tell Me Why de Dontnod Entertainment. El juego está ambientado en Alaska y el personaje pertenece al pueblo indígena Tlingit, al igual que Sensmeier.
Más recientemente, ha interpretado a un fisioterapeuta en la segunda temporada de Yellowstone de Taylor Sheridan, la saga de cuatro temporadas de la familia Dutton y la determinación de su patriarca por mantener intacto el rancho, y el personaje de Sam, un guerrero comanche, en 1883, el de Sheridan. precuela de Yellowstone. 1883 se centra en un grupo de colonos en carretas cubiertas que buscan una nueva vida en Oregón después de unirse en Texas. Está protagonizada por Sam Elliot, Tim McGraw, Faith Hill y la recién llegada Isabel May como Elsa Dutton, la narradora de la serie e interés amoroso de Sam.

## Vida personal
Sensmeier es miembro del Native Wellness Institute, un grupo de defensa de la juventud. Está orgulloso de su herencia nativa de Alaska.
Sensmeier y su socia Kahara Hodges tienen dos hijos, nacidos en 2020 y 2022.

## Filmografía
| Año  | Título                       | Rol             | Notas                                   |
| ---- | ---------------------------- | --------------- | --------------------------------------- |
| 2014 | K'ina Kil: The Slaver's Son  | Tintah          | Cortometraje                            |
| 2014 | Salem                        | Mohawk          | Sin acreditar                           |
| 2016 | Lilin's Brood                | Wolf            |                                         |
| 2016 | The Magnificent Seven        | Red Harvest     |                                         |
| 2016 | Westworld                    | Native Warrior  | Sin acreditar; Episodio: "The Original" |
| 2017 | Wind River                   | Chip Hanson     |                                         |
| 2018 | Perfect                      | The Harvester   |                                         |
| 2018 | Westworld                    | Wanahton        | Rol recurrente                          |
| 2018 | Más allá del cielo           | Kyle Blackburn  |                                         |
| 2018 | Spare Room                   | David           |                                         |
| 2019 | Yellowstone                  | Martin          | Rol recurrente (Temporada 2)            |
| 2020 | FBI: Most Wanted             | Reginald Waters | Episodio: "Ghosts"                      |
| 2020 | The Liberator                | Samuel Coldfoot | Miniseries, reparto principal           |
| 2021 | The Ice Road                 | Cody            |                                         |
| 2021 | Rutherford Falls             | Ray             |                                         |
| 2022 | 1883                         | Sam             | Rol recurrente (Temporada 1)            |
| 2022 | La Brea                      | Taamet          | Rol recurrente (Temporada 2)            |
| 2022 | Nueve balas                  | Eddie           |                                         |
| 2022 | La última cacería            | Willie Boy      |                                         |
| 2023 | Frybread Face and Me         | Marvin          |                                         |
| 2025 | Wind River: The Next Chapter | Chip Hanson     | Posproducción                           |
|      | Takeover                     | Hilario         | Posproducción                           |